# Мойилди (Самарський район)
Мойилди́ (каз. Мойылды) — село у складі Самарського району Східноказахстанської області Казахстану. Входить до складу Мариногорського сільського округу.
Населення — 61 особа (2021; 232 у 2009, 317 у 1999, 352 у 1989).
Національний склад станом на 1989 рік:
- росіяни — 66 %
- казахи — 28 %

До 2013 року село називалось Московка.